# Elecciones presidenciales de Guinea-Bisáu de 2009
Las elecciones presidenciales se celebraron en Guinea-Bisáu el 28 de junio de 2009 tras el asesinato del presidente João Bernardo Vieira el 2 de marzo de 2009. Como ningún candidato ganó la mayoría en la primera vuelta, se celebró una segunda vuelta el 26 de julio de 2009 entre dos candidatos principales, Malam Bacai Sanhá, del gobernante Partido Africano por la Independencia de Guinea y Cabo Verde (PAIGC) y el líder opositor Kumba Ialá. Sanhá ganó con una mayoría sustancial en la segunda ronda, según los resultados oficiales.

## Antecedentes
En el funeral de Vieira el 10 de marzo de 2009, el presidente interino Raimundo Pereira dijo que cumplir con el plazo de 60 días para celebrar una nueva elección era "uno de nuestros mayores desafíos".  El primer ministro de Cabo Verde, José María Neves, declaró el 27 de marzo de 2009 que era logísticamente y económicamente imposible para el país celebrar las elecciones a tiempo, y que debería aspirar a celebrarlas en junio o noviembre (antes o después de la temporada de lluvias).  El primer ministro Carlos Gomes Junior anunció el 31 de marzo que las elecciones se celebrarían el 28 de junio, con el acuerdo de "todos los partidos, el gobierno, el presidente interino y las clases políticas".
Los donantes extranjeros pagaron el costo total de las elecciones, alrededor de 5,1 millones de euros.

## Candidatos
En abril de 2009, el Partido de la Renovación Social (PRS), el principal partido de oposición de Guinea-Bisáu, designó a su Presidente, Kumba Ialá (que anteriormente fue Presidente de Guinea-Bisáu de 2000 a 2003), como su candidato para las elecciones presidenciales. En cambio, algunos miembros del partido que se opusieron al "sistema de monopolio" de Ialá propusieron la candidatura de Baltizar Lopes Fernandes, pero no tuvieron éxito.
Seis candidatos solicitaron la nominación presidencial del Partido Africano para la Independencia de Guinea y Cabo Verde (PAIGC), el partido gobernante. El presidente de PAIGC, Carlos Gomes Júnior, respaldó a Pereira. El 25 de abril de 2009, el Comité Central de PAIGC eligió a Malam Bacai Sanhá como candidato presidencial del partido. Recibió 144 votos, mientras que Pereira recibió 118; otro candidato fracasado para la nominación fue el ex primer ministro Manuel Saturnino da Costa.
Aristides Gomes, quien fue primer ministro de 2005 a 2007 y dirigió el Partido Republicano para la Independencia y el Desarrollo (PRID), presentó una solicitud de candidato. Francisco Fadul, que fue primer ministro de 1999 a 2000 y en aquel momento presidía el Tribunal de Cuentas, también presentó una solicitud para presentarse como candidato de su partido, el Partido Africano para el Desarrollo y la Ciudadanía (PADEC). Henrique Rosa, quien fue presidente interino de 2003 a 2005, buscó postularse como candidato independiente, al igual que el ministro de Administración Interna, Baciro Dabó. En total, 20 candidatos presentaron solicitudes a la Corte Suprema de Justicia, 13 en representación de partidos políticos y siete independientes. Zinha Vaz se postuló como candidata de la Unión Patriótica de Guinea (UPG) y fue la única candidata femenina en las elecciones.
El 14 de mayo, el Tribunal Supremo anunció que se habían aprobado 12 candidaturas y ocho habían sido rechazadas. Las candidaturas de Sanhá, Ialá y Rosa estaban entre las aceptadas. La candidatura de Fadul fue rechazada porque seguía siendo presidente del Tribunal de Cuentas y miembro del Colegio de Abogados, que el Tribunal Supremo consideró legalmente incompatible con su candidatura presidencial. La candidatura de Aristides Gomes también fue rechazada debido a que había estado fuera del país durante los 90 días antes de presentar su candidatura.
Antes de la elección, tres de los 11 candidatos restantes fueron considerados los principales candidatos para la Presidencia: el candidato de PAIGC Sanhá, el candidato de PRS Ialá y el candidato independiente Rosa.

## Campaña
Dudando de que Ialá podría obtener mucho más apoyo del que obtuvo en la primera ronda, los analistas consideraron que Sanhá era el claro favorito para la segunda ronda. Varios candidatos menores —Luis Nancassa , Paulo Mendonça, Francisca Vaz Turpin y Braima Alfa Djalo— respaldaron a Sanhá después de la primera ronda. A mediados de julio, Iaia Djalo, candidata del Partido Nueva Democracia, que ocupó el cuarto lugar con 3.11%, también instó a sus partidarios a votar por Sanhá en la segunda vuelta.
Durante la campaña de la segunda ronda, Ialá culpó al PAIGC por los problemas del país y alegó que la formación había sido responsable del asesinato de Vieira. Advirtiendo contra el uso de esa retórica inflamatoria, el ejército enfatizó que no permitiría poner en peligro la estabilidad nacional.

## Desarrollo
El 5 de junio, un día antes de que comenzara la campaña electoral, Dabó recibió un disparo mortal en su casa, posiblemente para evitar que ordenara un enjuiciamiento contra los asesinos del presidente Vieira si ganaba las elecciones. Sin embargo, se decidió que las elecciones se llevarían a cabo según lo previsto el 28 de junio. Otro candidato independiente, Paulo Mendonça, dijo que la elección no podía adelantarse legalmente según lo programado porque la constitución requería un retraso en caso de muerte de un candidato, y llevó el asunto a la Corte Suprema. Rosa dijo que su campaña sería inicialmente moderada y no comenzaría en serio hasta siete días después de la muerte de Dabó.
Según los informes, la participación fue baja cuando la votación tuvo lugar el 28 de junio. Observadores electorales de la Unión Europea estuvieron presentes en 80 de los 2,700 colegios electorales, y el jefe de la misión de la UE, Johan Van Hecke, dijo que "la lluvia jugó un papel", pero que no fue el único culpable de la baja participación. También dijo que la votación se llevó a cabo "de manera tranquila y ordenada" y que "no se nos informó ni un solo incidente o queja".

## Resultados

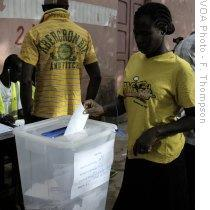
Personas emitiendo su voto en la primera vuelta.

Desejado Lima da Costa, jefe de la Comisión Electoral Nacional, anunció los resultados provisionales el 2 de julio de 2009. Estos resultados mostraron a Sanhá con 133,786 votos o 39.59% de los votos, Ialá con 99,428 votos o 29.42%, y Rosa con 24.19%; La participación fue de alrededor del 60%, con 593,782 de los 1.4 millones de votantes registrados. Como resultado, Sanhá e Ialá debían proceder a una segunda ronda el 2 de agosto. Aunque Rosa estaba posicionada para hacer un respaldo potencialmente crucial para la segunda ronda, se negó a hacerlo. La Comisión Electoral Nacional anunció el 5 de julio que la fecha de la segunda ronda se adelantaría del 2 de agosto al 26 de julio, ya que la última fecha se consideró más compatible con la temporada de cosecha agrícola.
El 25 de julio, Sanhá e Ialá acordaron que ambos respetarían los resultados de la segunda ronda y que cualquier disputa sobre los resultados se manejaría a través del proceso legal. También acordaron que el candidato perdedor disfrutaría de varios privilegios como exjefe de estado, incluida la seguridad personal y el transporte. Luego de la segunda vuelta el 26 de julio, la Comisión Electoral Nacional anunció el 29 de julio que Sanhá había ganado con el 63.52% de los votos (224,259 votos), mientras que Ialá recibió el 36.48%. La participación se colocó al 61%. Ialá dijo que aceptaba los resultados e instó a Sanhá a "trabajar para el desarrollo de Guinea-Bissau".
| Candidato                          | Partido                                                       | Primera vuelta | Primera vuelta | Segunda vuelta | Segunda vuelta |
| Candidato                          | Partido                                                       | Votos          | %              | Votos          | %              |
| ---------------------------------- | ------------------------------------------------------------- | -------------- | -------------- | -------------- | -------------- |
| Malam Bacai Sanhá                  | Partido Africano para la Independencia de Guinea y Cabo Verde | 133,786        | 37.54          | 224,259        | 63.31          |
| Mohamed Ialá Embaló                | Partido de la Renovación Social                               | 99,428         | 27.90          | 129,973        | 36.69          |
| Henrique Pereira Rosa              | Independiente                                                 | 81,751         | 22.94          |                |                |
| Mamadú Iaia Djaló                  | Partido Nueva Democracia                                      | 10,495         | 2.95           |                |                |
| João Gomes Cardoso                 | Independiente                                                 | 4,115          | 1.15           |                |                |
| Serifo Baldé                       | Partido Joven                                                 | 1,794          | 0.50           |                |                |
| Aregado Mantenque Té               | Partido Obrero                                                | 1,736          | 0.49           |                |                |
| Ibraima Djaló                      | Independiente                                                 | 1,489          | 0.42           |                |                |
| Zinha Vaz Turpin                   | Unión Patriótica Guineana                                     | 1,219          | 0.34           |                |                |
| Luís Nancassa                      | Independiente                                                 | 1,195          | 0.34           |                |                |
| Paulo Mendonça                     | Independiente                                                 | 949            | 0.27           |                |                |
| Votos nulos/en blanco              | Votos nulos/en blanco                                         | 18,383         | –              | 8,504          | –              |
| Total                              | Total                                                         | 356,340        | 100            | 362,736        | 100            |
| Votantes registrados/participación | Votantes registrados/participación                            | 593,765        | 60.01          | 593,765        | 61.09          |
| Fuente: African Elections Database |                                                               |                |                |                |                |